# Hysterothylacium zenopsis
Hysterothylacium zenopsis är en rundmaskart som först beskrevs av Yamaguti 1941.  Hysterothylacium zenopsis ingår i släktet Hysterothylacium och familjen Ascarididae. Inga underarter finns listade i Catalogue of Life.